# Елвін та бурундуки
«Елвін і бурундуки» (англ. Alvin and the Chipmunks) — американська музична кінокомедія 2007 року, знята режисером Тімом Гіллом. Сюжет фільму базується на однойменних персонажах, створених Россом Багдасаряном. Анімованих бурундуків озвучують Джастін Лонг, Метью Грей Габлер і Джессі Маккартні. Також у фільмі знімаються Джейсон Лі, Девід Кросс і Кемерон Річардсон.
У США «Елвін і бурундуки» вийшов 14 грудня 2007 року. Фільм отримав загалом негативні відгуки критиків, проте зміг зібрати у світовому прокаті понад 361 млн доларів при бюджеті в 60 млн. В Україні прем'єра стрічки відбулася 20 грудня 2007 року. Згодом також було випущено три сиквели: «Елвін і бурундуки 2» (2009), «Елвін і бурундуки 3» (2011) й «Елвін і бурундуки: Бурундомандри» (2015).

## Сюжет
У житті музиканта Девіда Севілла розпочалася чорна смуга: його агент вважає пісні, що створює Девід, непотребом, і тому Девід лишається без роботи.
Проте перед Різдвом в лісі зрубали ялинку, а в ній опинилося троє бурундуків: Елвін, Саймон і Теодор. Вони випадково потрапили в будинок Севілла. Спочатку він намагався позбутися гризунів, проте потім із величезним здивуванням дізнався, що вони доволі розумні створіння і ще й вміють співати! У цьому Девід знаходить продовження своєї кар'єри: він вклав спати бурундуків, а сам придумав для них пісню, щоб вже наступного ранку продемонструвати її своєму агентові. Проте бурундуки соромилися співати перед чужою людиною, і Девід із поразкою пішов додому.
Бурундуки принесли в будинок Дейва багато турбот: наводили постійний гармидер, та ще й ховали їжу під килим. Тому Девід вирішив віднести їх назад у ліс, проте одразу ж змінив своє рішення: Елвін, Саймон і особливо Теодор вже вважали Девіда своєю родиною.
Про співуче тріо бурундуків дізнався музичний продюсер Ян Гоук, і завдяки цій співпраці бурундуки розмістилися на вищих позиціях хіт-парадів. Девід не хотів виснажувати бурундуків: для нього вони в першу чергу були дітьми. А Ян хотів зробити з них справжніх рок-зірок, щоб отримати якнайбільше грошей, тому оселив їх у своєму будинку, дозволяв бурундуками бешкетувати цілими днями. Але такий спосіб життя дався в знаки, коли бурундукам треба було записувати нову пісню: вони були виснаженими і не могли працювати. Тоді продюсер змушує бурундуків співати на концерті під фонограму. Коли Девід дізнається про те, що відбувається з бурундуками, він пробирається на концерт, викриває обман Яна. Бурундуки хотіли повернутися до Девіда, проте Ян саджає їх в клітку, щоб бурундуки насильно провели тур Європою. Але бурундукам вдалося втекти від нього: вони відкрили клітку і замість себе поклали туди іграшки.
Ян залишився ні з чим, а Елвін, Саймон і Теодор живуть разом із Девідом, що став їм справжнім батьком.

## У головних ролях
- Джейсон Лі /Девід
- Девід Кросс /Ян
- Кемерон Річардсон /Клара Вілсон

### Озвучування
- Джастін Лон /Елвін
- Метью Грей Галбер /Саймон
- Джессі МакКартні /Теодор
- Росс Багдасарян, Мол. /Елвін — пісні
- Стів Вінін /Саймон — пісні
- Дженіс Карман /Теодор — пісні

## Критика
Кінострічка отримала загалом негативні оцінки критиків.
На сайті кінокритики Rotten Tomatoes фільм отримав 27 % із 100, але деякі критики не погодилися з цим

## Касові збори
Під час показу в Україні, що розпочався 20 грудня 2007 року, протягом перших вихідних фільм демонстрували на 30 екранах, що дозволило йому зібрати $86,236 і посісти 4 місце в кінопрокаті того тижня. Фільм опустився на восьму сходинку українського кінопрокату наступного тижня, адже демонструвався вже на 18 екранах і зібрав за ті вихідні ще $34,550. Загалом фільм в кінопрокаті України пробув 11 тижнів і зібрав $236,414, посівши 62 місце серед найбільш касових фільмів 2007 року.